# Café Bleu
Café Bleu (i USA med titeln My Ever Changing Moods) är The Style Councils fullängdsdebut som släpptes i mars 1984. Albumet gick direkt in på andraplatsen på brittiska albumlistan.
Café Bleu finns med i boken  1001 Albums You Must Hear Before You Die.

## Låtlista
1. Mick's Blessings - 1:15
2. The Whole Point of No Return - 2:40
3. Me Ship Came In! - 3:06
4. Blue Café - 2:15
5. The Paris Match - 4:25
6. My Ever Changing Moods - 3:37
7. Dropping Bombs on the Whitehouse - 3:15
8. A Gospel - 4:44
9. Strength of Your Nature - 4:20
10. You're the Best Thing - 5:40
11. Here's One That Got Away - 2:35
12. Headstart for Happiness - 3:20
13. Council Meetin' - 2:35

## Musiker
- Paul Weller – sång, gitarr
- Mick Talbot – keyboard, piano, hammondorgel
- Steve White – trummor
- Billy Chapman – saxofon
- Barbara Snow – trumpet
- Ben Watt – gitarr
- Tracey Thorn – sång
- Chris Bostock – dubbelbas
- Dizzy Hites – rap
- Hilary Seabrook – saxofon
- Dee C. Lee – sång
- Bobby Valentine – violin